# Beda Venerabilis
Beda Venerabilis („tiszteletre méltó Béda”; angolul: Venerable Bede; 672/673 – 735. május 26.) avagy Szent Béda angol szerzetes a northumbriai Monkwearmouth (ma Sunderland része) Szent Péter-kolostorában, illetve társintézményében, a jarrow-i Szent Pál-kolostorban, és ezek Béda idején gazdag könyvtárukkal a tudományosság nagy hírű központjává váltak.
Legismertebb munkája, a Historia ecclesiastica gentis Anglorum („Az angol nép egyházi története”) nyomán „az angol történetírás atyjának” nevezik. Jeles nyelvészként és fordítóként ő ismertette meg honfitársaival a korai egyházatyák latin és görög nyelvű írásait, jelentékenyen hozzájárulva ezzel az angliai kereszténység fejlődéséhez. 1899-ben egyháztanító (doctor ecclesiae) titulust kapott XIII. Leó pápától. E címmel az angolok közül egyedül ő büszkélkedhet, Canterburyi Szent Anzelm, a cím másik birtokosa ugyanis itáliai volt. Már a 9. századtól hozzáillesztették nevéhez a venerabilist, bár a katolikus egyház csak több mint ezer év múlva, 1935-ben avatta szentté.

## Élete
Életéről szinte csak annyit tudunk, ami Historia ecclesiastica gentis Anglorum című művének utolsó fejezetében foglaltatik. Fő műve 731 körül készült el, és az olvasható ki belőle, hogy akkor ötvenkilencedik évében járt, vagyis 672–673-ban születhetett. Kisebb jelentőségű forrás Cuthbert nevű tanítványának levele, amely Beda haláláról tudósít. Cuthbert valószínűleg azonos a későbbi wearmouth–jarrow-i apáttal. Beda a Historiában „e kolostor földjeit” jelöli meg születési helyeként. A wearmouth–jarrow-i testvérkolostorokra céloz ezzel, amelyek a mai Sunderland és Newcastle területén helyezkedtek el; mindkét hely magának is vindikálja a nagy történészt, egy másik hagyomány azonban Monktont említi szülőhelyeként, amely két mérföldre esik Jarrow-tól. Származásáról Beda semmit sem árul el, de mivel ismerte korának előkelő alakjait, valószínűleg jómódú család sarja volt.
Első apátja Benedict Biscop. 800-tól a lindsey-i királylistán a Biscop és a Beda név egyaránt megjelenik, ami szintén arra utal, hogy előkelő nemes családba született. Neve szokatlan, csak kétszer fordul elő a durhami székesegyház Liber vitaejében, ezek közül az egyik bizonyára írónké. Az Angolszász krónika 501-ről tartalmaz még egy Biedát, de másutt nem bukkan fel a név korabeli kéziratokban. A Bede névalak valószínűleg az óangol bēd („ima”) szóból ered, és ha már a keresztségben is ezt kapta, akkor a család minden bizonnyal születésétől papnak szánta.
Hétesztendősen küldték el a wearmouthi kolostorba Benedict Biscop, majd később Ceolfrith keze alá. Beda nem árulja el, vajon már akkor is szerzetesnek szánták-e. Írországban akkoriban eléggé gyakori volt, hogy nemesi származású fiatal fiúkat kiadtak nevelésbe, és bizonyára szokás volt ez a korabeli Anglia germán népei között is. A wearmouthi kolostor jarrow-i testvérintézményét 682-ben alapította Ceolfrith, és Beda valószínűleg még ebben az évben átkerült oda Ceolfrithszel együtt. Négy évvel később, 686-ban pestisjárvány tört ki Jarrow-ban. A 710 táján keletkezett Ceolfrith élete feljegyzi, hogy mindössze két szerzetes maradt, aki antifonálét tud énekelni, az egyik Ceolfrith, a másik egy 14 éves fiú, aki a legtöbb kutató szerint Beda lehetett.
17 éves volt, amikor az ionai apátság vezetője, Adamnan ellátogatott Wearmouthba és Jarrow-ba. Beda bizonyára találkozott az apáttal, sőt talán Adamnan keltette fel az érdeklődését a húsvétszámítás vitája iránt. 692 körül, tizenkilencedik esztendejében Bedát diakónussá szentelte egyházmegyei püspöke, John of Beverley, Hexham püspöke. A diakónussá szentelés alsó korhatára akkor 25 év volt, így Beda korai felszentelése kivételes képességeinek elismerése lehetett  — bár elképzelhető, hogy a korhatárt gyakorta figyelmen kívül hagyták. Lehettek a diakónus alatti egyházi rangok is, de arról nem tudunk, betöltötte-e valamelyiket Beda. Harmincévesen, 702 körül pappá szentelték, ezt a szertartást is John püspök celebrálta.
701 körül írta első műveit, a De arte metricát („A metrika művészetéről”) és a De schematibus et tropist („Az alakzatokról és szóképekről”); mindkettőt iskolai használatra. Élete végéig alkotott. Több mint 60 könyvet fejezett be, jó részük fenn is maradt. Nem mindet könnyű datálni, egyik-másik szövegén ráadásul éveken át dolgozhatott. Utolsó fennmaradt műve egy levél a yorki Ecgbert püspökhöz, hajdani tanítványához, ez 734-ben keletkezett. Úgyszintén fennmaradt Az apostolok cselekedeteinek egy 6. századi kézirata, amelyet Beda használhatott. Lehet, hogy ő is dolgozott azon a latin nyelvű Biblián, amelyet Jarrow-ban másoltak, és amelyet ma a firenzei Bibliotheca Laurenzianában őriznek. Egy másik példány néhány lapja a British Museumban található.
Nemcsak író volt; de maga is tanított. Szerette a zenét, állítólag képzett énekes volt és kiválóan adott elő angol nyelvű verseket.
708-ban hexhami szerzetesek egy csoportja eretnekséggel megvádolta Bedát, mert De temporibus című művében másfajta időszámítással állt elő, mint amit a teológusok „a világ hat korának” ágostoni elméleteként elfogadtak. A vádat Wilfrid hexhami püspök jelenlétében monta ki egy lakomán néhány részeg szerzetes. Wilfrid nem reagált, de egy jelen levő szerzetes beszámolt róla Bedának, aki néhány nap múlva levélben adta elő védelmét, és kérte, hogy azt Wilfridnek is olvassák fel. Egy másik alkalommal is dolga volt Wilfriddel: ő maga adja elő, hogy valamikor 706 és 709 között találkozott a vele, és Æthelthrythről, Ely apáca-fejedelemasszonyáról beszélgettek. Wilfrid jelen volt Æthelthryth 695-ös exhumálásánál, és Beda a tetem pontos állapotáról, valamint az apátnő életéről kérdezte, lévén hogy Wilfrid volt Æthelthryth lelki tanácsadója.

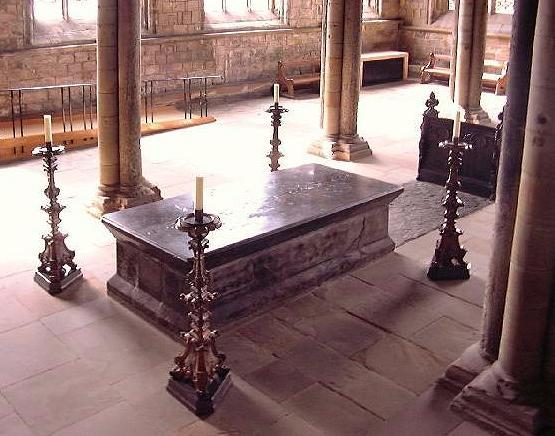
Beda síremléke a durhami székesegyházban

733-ban Beda Yorkba utazott, hogy meglátogassa Ecgbertet, York akkori püspökét. A yorki egyházmegyét 735-ben érsekséggé nyilvánították, nagyon valószínű, hogy Beda és Ecgbert ennek előkészületeiről is tárgyalt. Felkereste a lindisfarne-i kolostort is, továbbá megfordult egy másik, ismeretlen kolostorban, amint erről e kolostor egyik szerzeteséhez, Wicthedhez írott levele tudósít. A Brit-szigetek legkülönfélébb sarkaiba szerteágazó levelezéséből és abból a tényből, hogy sok leveléből kiolvashatóan találkozott is a címzettekkel, arra következtetnek, hogy több helyet is felkeresett, bár ezekről az eseményekről és helyszínekről bővebbet nem tudhatunk. 734-ben szerette volna másodszor is felkeresi Ecgbertet, de betegsége megakadályozta ebben. 735. május 26-án halt meg, és Jarrow-ban temették el. Cuthbert erről szóló levele főleg Beda utolsó napjaival foglalkozik, és két okból érdekes: kiderül belőle, hogy Beda közvetlenül a halála előtt is dolgozott:
Nem hagyhatom, hogy a gyermekeim olyasmit tanuljanak, ami nem igaz [mondta]... Fogd hát a tollad, igazíts rajta, aztán írj gyorsan. Ekkor Wilberth (a tanítványa) így szólt: Még mindig hátravan egy mondat... Mire ő: Írd! Megvan hát, leírtad. Jól van. Aztán [Krisztus szavával]: Bevégeztetett.
Cuthbert beszámol továbbá egy versről is, amelyet talán halálos ágyán szerzett. Földi maradványait a 11. században szállították át a durhami székesegyházba. Ottani sírját 1541-ben kifosztották, de tartalmát valószínűleg újból elhantolták a székesegyház Galilea-kápolnájában.
Írásainak egyik furcsasága, hogy a Kommentár a hét katolikus levélhezben azt a benyomást kelti, mintha házasember lett volna. A műben ez az egyetlen első személyben írt passzus: „Az imától elvon a házastársi kötelesség, mert ahányszor csak megcselekszem, amivel feleségemnek tartozom, nem jut időm a fohászra”. A Kommentárok Lukács evangéliumához című írásában is kitér erre: „Azelőtt testi szenvedéllyel bírtam feleséget, ma már csak szentségben és krisztusi szeretetben bírom őt”. Benedicta Ward történész szerint ezek csupán retorikai fogások, N. J. Higham azonban nem talál elfogadható magyarázatot e kitérőkre.

## Művei

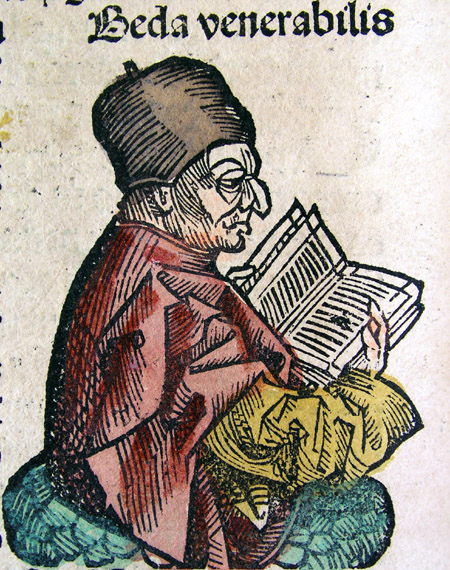
Beda ábrázolása a Nürnbergi Krónikában, 1493

Neves, tudósként tudományos, történeti és teológiai műveket írt latinul. Témái a zenétől és a zenei ritmikától a bibliamagyarázatokig terjednek. Ismerte az egyházatyák munkáit, az Idősebb Pliniust, Vergiliust, Lucretiust, Ovidiust, Horatiust és más ókori szerzőket is. Valamennyire görögül és héberül is tudott. Latin stílusa szép és világos, bibliakommentárjai azonban inkább szakjellegűek.
Bibliamagyarázataiban az allegorikus kifejtés eszközét alkalmazta, nagy történeti művében pedig csodákról is beszámol — ezt a modern történészek nehezen tudják összeegyeztetni egyébként nagyon is kritikus anyagkezelésével. Újabb kutatások azonban kimutatták, milyen fontos szerepet játszottak az ilyen képzetek a kora középkori tudósok világszemléletében.
Az apokalipszisről írott művét és a De temporum rationét („Az idő számításáról”) Ceolfrith utódának, Hwaetbert apátnak ajánlotta.
Sok modern történész írt alapos elemzést Beda munkájáról. Életéről és művéről 1958 óta évente szimpóziumok emlékeznek meg a jarrow-i Szent Pál-templomban. Walter Goffart történész szavaival: Bedának „előkelő, sőt első helye van a keresztény Európa első történészei között”.
Noha manapság elsősorban történésznek tekintik, saját korában grammatikái, kronológiái és bibliamagyarázatai éppolyan fontosnak számítottak, mint történeti és hagiográfiai művei. Nem történeti jellegű írásai nagyban hozzájárultak a Karoling-reneszánszhoz.

### Historia ecclesiastica gentis Anglorum

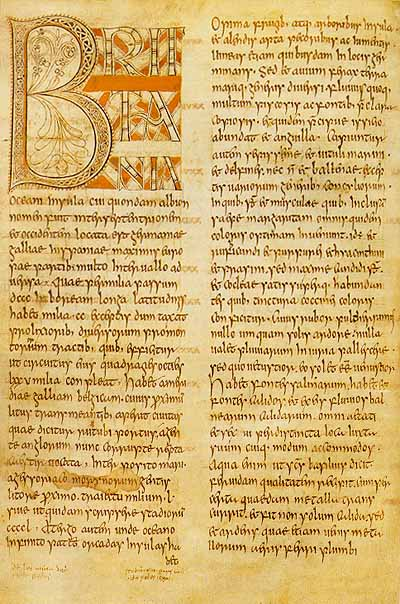
Egy lap a Beda Petersburgiensis kódexből

Az angol nép egyházi történetét 731 körül fejezhette be, megírásában segítségére lehetett Albinus, a canterburyi Szent Ágoston-apátság apátja is. Az öt könyvből az első földrajzi leírással kezdődik, itt az általános kitekintésben úgy írja le Földünket, hogy az „úgy gömbölyű, mint egy labda”, és „nem mint egy pajzs”. Ezután vázolja fel Anglia történetét Julius Caesar i. e. 55-ös inváziójától. A római kori Britannia kereszténységének rövid ismertetésében szó esik Szent Alban mártíromságáról is. Ezután rátér Canterburyi Szent Ágoston 597-es angliai missziójára, amely elhozta a keresztséget az angolszászoknak. A második könyv 604-ben kezdődik Nagy Szent Gergely halálával, majd a kereszténység térhódítását írja le Kentben, és ismerteti az első próbálkozásokat Northumbria megtérítésére. Ezek katasztrófával végződtek, amikor Penda, Mercia pogány királya 632 körül a Hatfield Chase-i csatában megölte a nemrég megkeresztelkedett Edwin northumbriai királyt. A harmadik könyv már a kereszténység northumbriai terjedéséről szól Oswald és Oswio királyok alatt. A harmadik könyv tetőpontja beszámoló az Anglia történetében fordulópontot hozó whitbyi zsinatról. A negyedik könyv Theodore canterburyi érsekké szentelésével kezdődik, és ismerteti Wilfrid püspök erőfeszítéseit a kereszténység elterjesztésére Sussexben. Az ötödik könyv ér Beda korához. Ebben beszámol egy frízföldi misszióról és a húsvétszámítás miatt kialakult konfliktusáról a brit egyházzal. Beda előszót is írt művéhez, amelyben a könyvet Ceolwulfnak, Northumbria királyának ajánlja. Az előszó említi, hogy a király megkapta a mű egy korábbi változatát: Ceolwulf vélhetőleg tudott annyira latinul, hogy megértse, sőt akár végig is olvassa. Az előszóból világosan kiderül, hogy Ceolwulf maga kérte a korábbi fogalmazványt, Beda pedig Ceolwulf jóváhagyásáért folyamodott: levelezése a királlyal bizonyítja, hogy kolostora kitűnő kapcsolatokat ápolt a northumbriai nemességgel.

#### Forrásai
A wearmouth–jarrow-i kolostornak kitűnő könyvtára volt. Benedict Biscop és Ceolfrith számos könyvet szerzett be a kontinensről, többek között Euszebiosz és Orosius munkáit. Beda idején a kolostor a tudományosság nagyhírű központjává vált.
Az Ágoston 597-es érkezése előtti idők ismertetéséhez Beda korábbi írók (Orosius, Eutropius, Plinius és Solinus) munkáit használta fel. Auxerre-i Germanus britanniai látogatását Lyoni Constantius Germanus élete című műve alapján örökítette meg. Beszámolója az angolszászok inváziójáról Gildas De excidio et conquestu Britanniae („Britannia kiirtása és meghódítása”) című műve alapján tájékoztat. Ezeken kívül ismert Beda újabb írásokat is, például Eddius Stephanus Wilfrid-életrajzát, valamint a Nagy Szent Gergely és Cuthbert életéről készült, ismeretlen szerzőjű biográfiákat is. Merített továbbá Iosephus Flavius A zsidó nép ősi voltáról című művéből és Cassiodorusból, és megvolt a kolostor könyvtárában a Liber pontificalis egy példánya is.
Beda kiterjedt levelezés révén is gyűjtött anyagot. Albinus, a canterburyi kolostor apátja sok információval szolgált a kenti egyházról, az akkoriban Londonban paposkodó Nothelm révén pedig szert tett számos olyan levél másolatára, amelyeket Nagy Szent Gergely írt az ágostoni misszióval kapcsolatban. Beda Ágostonra vonatkozó értesülései szinte kivétel nélkül ezekből a levelekből származnak. A Historia ecclesiastica bevezetőjében meg is nevezi forrásait: kapcsolatban állt Daniel winchesteri püspökkel, aki a wessexi egyház történetéről tudósította, s a lastinghami kolostortól is anyagot kért Ceddről és a merciai Chadról.: Forrásaként nevezi meg továbbá Esi apátot, akitől a kelet-angliai egyházról, valamint Cynibert püspököt, akitől Lindsey-ről kapott értesüléseket.:
Walter Goffart történész véleménye szerint Beda három műre alapozta a Historia vázát, ezek nyomán alakította ki művének három fő szerkezeti elemét. Goffart úgy látja, a gergelyi misszióig Beda Gildas De excidióját használja. A második részt, Canterburyi Ágoston gergelyi misszióját a Whitbyben keletkezett Gergely-életrajzra építi. Az utolsó rész, amely a gergelyi misszió utáni eseményekkel foglalkozik, Goffart szerint Eddius Wilfrid-életrajzából merít. Az Ágoston misszióját követő eseményekre vonatkozólag a legtöbb információt Britannia keleti részéből kapta, meg is látszanak a nyugati vidékeket érintő hiányosságok, ahol a bennszülött brit jelenlét akkoriban még nagyobb volt.

#### Mintái
Beda stilisztikai mintái részben azok a szerzők, akiktől műve korai részéhez kölcsönzött. Bevezetője Orosiust utánozza, címe Euszebiosz Egyháztörténetét visszhangozza. Abban is követi Euszebioszt, hogy Az apostolok cselekedeteit veszi mintául a mű egészéhez: Euszebiosz mintegy tematikusan használja csak a Cselekedeteket az egyház fejlődésének ábrázolásához, Beda azonban mintaként alkalmazza az angolszász egyház történetének megírásához. Akárcsak Euszebiosz, Beda is hosszú részeket idéz forrásaiból, sőt néha levelezőitől is beemel közvetlen idézeteket. Példának okáért majdnem mindig „Australes”-nek és „Occidentales”-nek nevezi a déli és nyugati szászokat, de az első könyvben egy helyütt „Meridiani”-t és „Occidui”-t ír, ezek vélhetőleg adatközlőjének szavai. Műve végére rövid önéletrajzi részt függesztett: így tett korábban Tours-i Szent Gergely is A frankok történetében.
Beda hagiográfusi munkája és a datálásokkal való foglalkozása nagy hasznára vált a Historia ecclesiastica megírásakor. Érdeklődése a computus vagyis a húsvét időmeghatározásának tudománya iránt szintén segítségére volt abban a beszámolójában, amelyben a brit és az angolszász egyházak vitáját ismertette a húsvéti dátum korrekt meghatározásáról.

#### Értékelése
A Historia Ecclesiasticát gyakran másolták a középkorban, körülbelül 160 példánya maradt fenn, fele az európai kontinensen. A legtöbb 8. és 9. századi másolat a Karoling-birodalom északi részeiről származik. Egyes kézirattöredékei még további mintegy 100 példányban őrződtek meg. Nyomtatásban először 1474-ben és 1482-ben jelent meg a mű, valószínűleg Strasbourg-ban. Számtalan modern elemzés látott napvilágot róla, azóta rengetegszer kiadták. A korai angolszász történelmet sokáig a Historia alapján dolgozták fel, a modern kutatás azonban egyre többet foglalkozik azzal, amit Beda kihagyott művéből. A korábbi nézetet, amely szerint a Historia Beda munkásságának csúcspontja, a legtöbb mai kutató immár elveti.
A Historia ecclesiastica nagy hírnevet szerzett Bedának, holott szempontjai és prioritásai mások voltak, mint egy modern történészé. Azzal, hogy leginkább az angol egyház megszervezésére, az eretnekségekre és azok kiirtására összpontosított, kizárta érdeklődési köréből a királyok és királyságok világi történetét, kivéve amikor ebből erkölcsi tanulságot lehetett levonni, vagy amikor egyházi történésekre világított rá. Műveit forrásként és mintaként használta az Angolszász krónika, William of Malmesbury, Henry of Huntingdon és Geoffrey of Monmouth is. Kora modern kori szerzők, például Polidoro Virgili és Matthew Parker, az Erzsébet kori canterburyi érsek, szintén merítettek a Historiából, akárcsak a protestánsok és a katolikusok a vallásháborúk idején.
Egyes történészek kétségbe vonják Beda némely beszámolójának hitelességét. Charlotte Behr szerint a kenti germán betörések ismertetése nem annyira a valóságot tükrözi, mint inkább a Beda idejében élő kenti mítoszokat.

### Egyéb történeti munkái

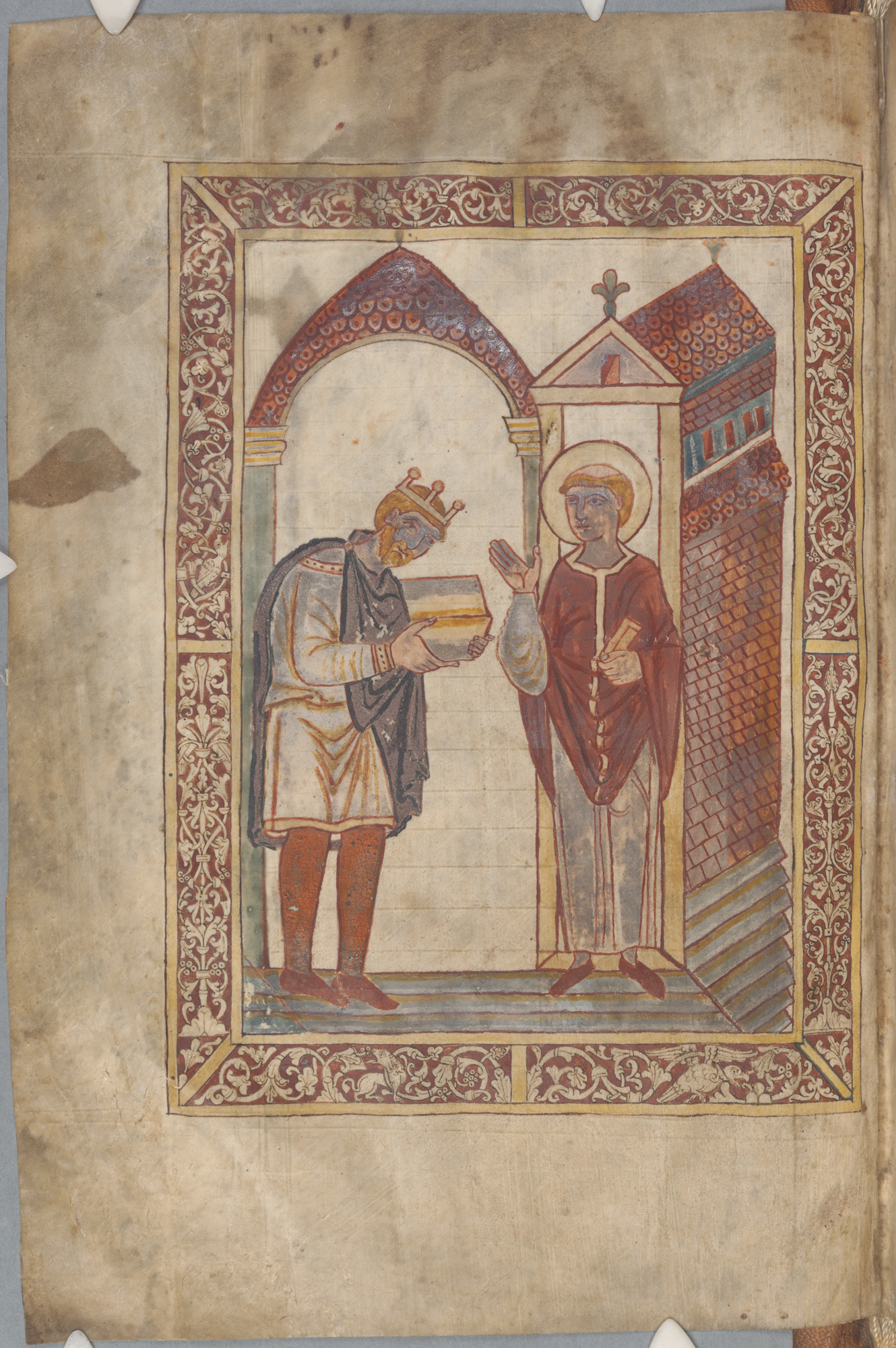
Egy lap Beda Szent Cuthbert élete című művéből, amelyen Æthelstan wessexi király átnyújtja a művet a szentnek. Ezt a kéziratot 934-ben adományozták Szent Cuthbert szentélyének.

#### Krónikák
Az idő számításáról című műve 66. fejezeteként írta Beda a Nagyobb krónikát (Chrocica maiora), amelyet gyakran külön munkaként forgattak. A korabeli események tekintetében a Krónika, akárcsak az Egyháztörténet, Gildasra támaszkodik, pontosabban a Liber pontificalis egyik változatára, amely legalább I. Szergiusz pápa koráig tudósít, de más forrásokat is felhasznál. A korábbi események ismertetéséhez Euszebiosz Khronikoi kanóneszéből merít. A Krónikában az események datálása nem egyezik a más műveiben használatossal, itt az anno mundi időszámításhoz folyamodott.

#### Életrajzok
Egyéb történeti munkái közé tartoznak a wearmouthi és jarrow-i apátok életrajzai, és más, versben és prózában írott életrajzok: Szent Cuthberté, Nolai Szent Pál Szent Félix-biográfiájának adaptációja, valamint a görög nyelvű Szent Anasztáz passiója átültetése. Mártírológia címmel szentlistát is összeállított.

### Teológiai művei
A maga korában közismertek voltak Beda bibliamagyarázatai és más egzegétikai, illetve teológiai írásai. Életművének nagyobb hányadát ezek teszik ki, mind az Ó-, mind az Újtestamentummal foglalkoznak. Legtöbbje túlélte a középkort, bár néhány közülük elveszett. Teológiai tárgyú munkáival érdemelte ki a doctor Anglorum titulust, és szentté avatását is ezeknek köszönheti.
Beda nem volt eredeti vallási gondolkodó. Nem írt új dolgokat, nem vetett papírra hitelméleti nézeteket, inkább elődei műveit összegezte és adta tovább. E végből megtanult görögül, és a héberrel is próbálkozott. Többször végigolvasta az Ó- és az Újtestamentumot. Egy helyütt említi, hogy a jeromosi Vulgatából dolgozott, ami tudvalevőleg a héber eredeti fordítása. Tanulmányozta a latin és görög egyházatyák műveit is. A jarrow-i könyvtárban megvoltak Nagy Szent Vazul, Johannes Cassianus, Aranyszájú Szent János, Sevillai Szent Izidor, Órigenész, Nazianzi Szent Gergely, Hippói Szent Ágoston, Jeromos, I. Gergely pápa és Szent Ambrus írásai. A bibliai szövegek mellett ezek segítségével állította össze kommentárjait és más teológiai munkáit. Felhasznált azonban kevésbé ismert szerzőket is, így például Ruspei Szent Fulgentiust, Julianust, Ticoniust és Prosperiust. Beda nevezte először a négy latin egyházatyának Jeromost, Ágostont, Gergely pápát és Szent Ambrust. Kommentárjaiból kitűnik, hogy küldetésének érezte az egyházatyák teológiai gondolatainak továbbadását és elmagyarázását.
Beda homíliákat is írt, ezekben a teológia prédikációkban való értelmezését tárgyalta. Homíliái nem csak a főbb keresztény ünnepekkel (advent, nagyböjt, húsvét), hanem jelentős évfordulókkal is foglalkoznak.
Beda teológiai művei nagy népszerűségnek örvendtek a középkorban. Bibliamagyarázatait belefoglalták a 11. századi Glossa ordinaria gyűjteménybe is. Egyes homíliáit Paulus diakónus gyűjtötte össze, s ebben a formában használták a kolostori miserendben. Szent Bonifác is forgatta homíliáit a kontinensen végzett hittérítői munkája során.

#### Művek az Ótestamentumról
Ezek közé tartozik a Kommentár Sámuelhez, a Kommentár a Genezishez, a Kommentárok Ezsdráshoz és Nehémiáshoz, A templomról, A tabernákulumról, a Kommentárok Tóbiáshoz, a Kommentárok a Példabeszédekhez, a Kommentárok az Énekek énekéhez, a Kommentárok Habakuk hálaadó énekéhez. Az Ezsdrásról, a tabernákulumról és a templomról szóló művére különösen nagy hatással voltak Nagy Szent Gergely írásai.
Beda vezette be azt a gyakorlatot is, hogy a héber szövegek Istenét „a Seregek Ura” (Lord of Hosts) néven nevezzék.

#### Művek az Újtestamentumról
Ezek közé tartozik a Kommentár a Jelenésekhez, a Kommentár a katolikus levelekhez, a Kommentár az Apostolok cselekedeteihez, Az Apostolok cselekedeteinek megfontolása, a Márk evangéliumáról, a Lukács evangéliumáról és a Homíliák az evangéliumokról.

### Művei a történelmi és csillagászati időszámításról

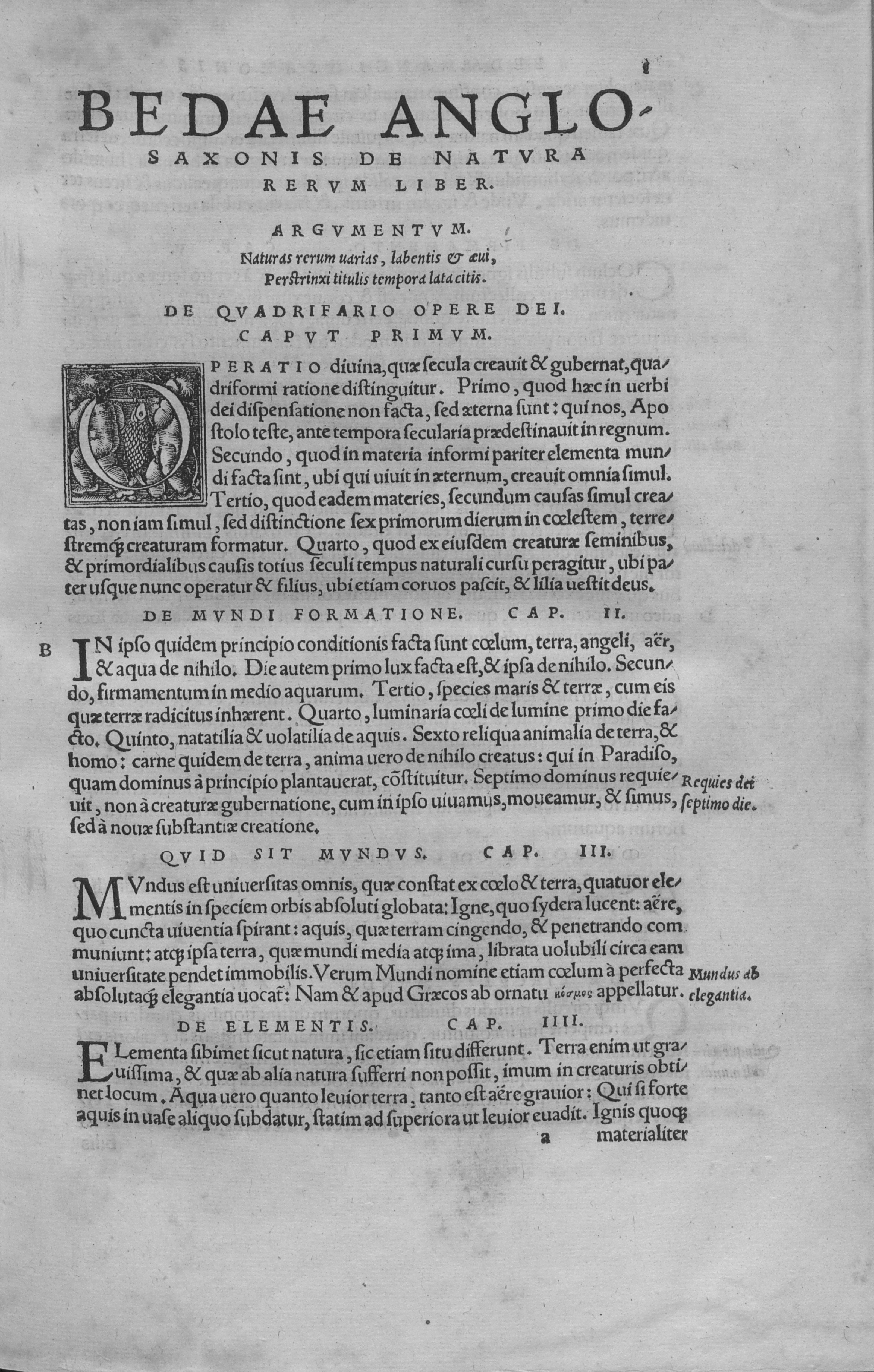
De natura rerum, 1529

A 703-ban írott De temporibus („Az időről”) bevezető a húsvétszámításhoz. Ezt Sevillai Izidor Etymologiae című művének egyes részleteire alapozta, de belevette a világtörténelem kronológiáját is, amelyhez Euszebiosztól merített, Jeromos Biblia-fordításából kiigazítva. 723 körül hosszabb munkát is írt ugyanerről Az idő számításáról címmel, amely az egész középkori gondolkodásra nagy hatást gyakorolt. Több rövid levelet és tanulmányt is írt az időszámítás egyes konkrét aspektusairól.
Az idő számításáról (De temporum ratione) bevezetőt tartalmaz a kozmosz hagyományos ókori és középkori felfogásáról, amely elmagyarázza, hogyan hat a gömbölyű Föld a fény változására, hogyan befolyásolja a Nap és a Hold évszaki mozgása az újhold változó alakját esteledéskor, milyen mennyiségi összefüggés van az apály és a dagály között egy adott helyen, és milyen utat ír le a Hold egy nap alatt. Mivel könyvének tárgya a számítás, taglalja benne a húsvét idejének megállapítását, és egyéb naptári kalkulációkat is közöl. A XV. fejezetben tájékoztat az angolszász naptár hónapjairól is.
Beda is kiszámította a világ korát a teremtés óta, amelyet ő i. e. 3952-re tett. Wilfrid püspök asztalánál ezért eretnekséggel vádolták, mert kronológiája ellentmondott a bevett nézetnek. Amikor hírül adták neki „a részeg bugrisok” vádjait, Beda egy Plegwinnek írt levélben cáfolta ezeket.
E csillagászati időszámítási művek mellett könyvet írt De natura rerum („A dolgok természetéről”) címmel, amelyet Sevillai Izidor hasoncímű munkájára alapozott. Művei olyan nagy hatásúak voltak, hogy a 9. század vége felé Notker Balbulus Sankt Gallen-i szerzetes azt írta: „Isten, a természetek elrendezője a Teremtés negyedik napján fölemelte Keletről a Napot, a világ hatodik napján pedig fölemelte Nyugaton Bedát, hogy új Napként világítsa meg az egész Földet”.

### Tankönyvei
Beda segédkönyveket is írt a nyelvtan tanításához az apátsági iskolában. Ezek egyike, a De arte metrica („A metrika művészetéről”) a latin nyelvű verselésről szól, és korábbi grammatikusok munkáit veszi alapul: Donatus De pedibusát és Servius De finalibusát, példákat pedig keresztény költőktől, de Vergiliustól is idéz. Az elkövetkező évszázadokban sztenderd szövegként használták a latin verstan tanításához. Beda ezt a művét „szeretett fiának”, Cuthbertnek ajánlotta, akiről azt mondja: „én tanítottalak téged a teológiai tudományokra és az egyházi törvényekre”. Másik tankönyve a De orthographia („A helyesírásról”), amely elsősorban a latin szövegek középkori olvasóját kívánta eligazítani a nehezebb rövidítések és klasszikus latin szavak felől. Tankönyvként is használható, de eredetileg kézikönyvnek szánta. Megírásuk pontos dátuma ismeretlen.
Másik tankönyv jellegű műve a De schematibus et tropis sacrae scripturae („A szentírás alakzatairól és szóképeiről”), amely a Biblia retorikáját elemzi. Beda ismert ugyan Vergiliushoz hasonló pogány szerzőket, de grammatikát ilyen szövegekből nem illett tanítani, s a De schematibusban maga is a keresztény szövegek erkölcsi fölényét hangsúlyozza. A metrumról szóló részben is csak keresztény költeményekből merít példákat.

### Anyanyelvű költeménye
Tanítványa, Cuthbert szerint Beda doctus in nostris carminibus volt, azaz „ismerte dalainkat”. Beda haláláról tudósító levele, az Epistola Cuthberti de obitu Bedae egyes olvasatokban azt is jelzi, hogy mestere szerzett egy ötsoros, angol nyelvű költeményt, ezt nevezik a modern kutatók Beda haláldalának.
Gyakorta idézgette Szent Pál mondását: „Rettenetes dolog az élő Istennek kezébe esni”, és még más verseket is az Írásból, arra buzdítván bennünket, hogy ébredjünk fel a lélek aluvásából, és még idejében gondoljunk utolsó óránkkal. A magunk nyelvén pedig – mivelhogy ismerte az angol költészetet –, a léleknek a testből való rettegett távoztáról szólván:
| A kényszerű úttal szembenézvén senki nem lehet óvatos és eszélyes eléggé, ha meggondolja, mielőtt elmegy innen, minő jó vagy gonosz végre juthat lelke majdan a halál után. | Fore ðæm nedfere nænig wiorðe ðonc snottora ðon him ðearf siæ to ymbhycgenne ær his hinionge hwæt his gastæ godes oððe yfles æfter deað dæge doemed wiorðe.: |

Ám mint Opland megjegyzi, egyáltalán nem biztos, hogy Cuthbert Bedának tulajdonítja ezt a szöveget: a levél legtöbb fennmaradt kézirata nem verbum finitumot használ Beda és a dal előadásának összefüggésében, maga a téma pedig meglehetősen gyakori volt az óangol és angol-latin irodalomban. A tény, hogy Cuthbert bibliai részletek citálása közé helyezi az óangol verset, inkább arra enged következtetni, hogy Beda valamely odavágó anyanyelvi szöveget idézett. Másfelől az, hogy Cuthbert latin nyelvű levelébe óangol szöveget foglal, az, hogy megemlíti, Beda „ismerte dalainkat”, valamint az, hogy Beda latin nyelvű verset is írt erről a témáról, mégiscsak azt sejteti, hogy ő a dal szerzője. Azzal, hogy szó szerint idézi, Cuthbert mintha azt jelezné, hogy a megszövegezés maga is fontos, vagy azért, mert nemzeti nyelvű vers egy olyan tudóstól, aki egyébként nem szerette a világias szórakoztatást, vagy mert egy az egyben való megörökítése Beda utolsó eredeti kompozíciójának.

## Tisztelete
Nincs nyoma annak, hogy a 8. századi Angliában már kifejlődött volna valamiféle Beda-kultusz. Ennek az is oka lehet, hogy Canterburyi Ágoston ünnepnapján halt meg. Később, amikor már kialakult angliai tisztelete, vagy május 26-án, de Ágoston után emlékeztek meg róla, vagy áttették az ünnepnapját május 27-re. Anglián kívül azonban általános tisztelet övezte, amiben nagy szerepet játszott, hogy Szent Bonifác és Alcuin is terjesztette hírét a kontinensen. Bonifác európai missziója során többször is kért hazulról példányokat Beda teológiai műveiből. Alcuin, aki a Beda tanítványa, Ecgbert által alapított yorki iskolában tanult, példaként állította Bedát a szerzetesek elé, és szorgosan terjesztette Beda munkáit barátai körében. Beda angliai kultusza a szerzetesség 10. századi megújulása idejére már kivirágzott, s a 14. századra a legtöbb angol székesegyházban is gyökeret vert. Wulfstan worcesteri püspök (1008–1095) különösen nagy híve volt, 1062-ben, mindjárt püspökké való előléptetését követően templomot szentelt neki.
Beda holttestét 1020 körül ellopták Jarrow-ból, és átszállították a durhami székesegyházba, ahol Szent Cuthberttel közös sírba helyezték. 1370-ben külön szentélyt emeltek neki a székesegyházban. A szentélyt az angol reformáció idején lerombolták, de Beda csontjait elhantolták a kápolnában. 1831-ben a csontokat kiásták, és új sírba helyezték, amely máig is ott található. Egyéb ereklyéivel a yorki székesegyház, a glastonburyi apátság és Fulda is büszkélkedik.
Tudósi működését és a katolikus egyház előtti jelentőségét ismerték el azzal, hogy 1899-ben egyháztanítói titulust kapott, 1935-ben pedig szentté avatták. Ő az egyetlen angol az egyházdoktorok között. Ugyancsak egyetlen angolként szerepel Dante Paradicsomában (X. 130), olyan teológusok és egyháztanítók társaságában, mint Sevillai Izidor és Richard de Santo Victore.
Ünnepnapját 1899-ben vették fel a római naptárba. Nem halála napját, május 26-át, hanem május 27-ét jelölték ki erre, mivel az előbbi VII. Gergely pápa ünnepe volt. Az 1969-es kalendáriumreformot követően Beda ünnepnapját május 25-re helyezték át.
Bedát már a 9. században tiszteletreméltónak nevezték (Beda Venerabilis), de ez nem függ össze azzal, hogy a római katolikus egyház utóbb szentté avatta. A legenda szerint angyalok hozták e jelzőjét, hogy sírfeliratát kiegészítsék vele. Bedát más „tiszteletreméltókkal” egy csoportba sorolták a 816-os és 836-os aix-i zsinatokon. Paulus Diaconus is következetesen tiszteletreméltónak nevezi. A jelző a 11–12. századra általánossá vált, de közvetlenül a halála utánról használatára nincs bizonyíték.

## Források

Opera Bedae Venerabilis, 1563

### Elsődleges források
- ↑ Colgrave & Mynors 1969:  Bede.szerk.: Colgrave, Bertram és Roger Mynors: Bede's Ecclesiastical History of the English People. Oxford: Clarendon Press (1969). ISBN 0-19-822202-5 (A latin nyelvű szöveg párhuzamos angol fordítással és jegyzetekkel.)
- ↑ Bede 1991:  Bede. Ecclesiastical History of the English People, ford. Leo Sherley-Price, átd. R. E. Latham, szerk. D. H. Farmer, London: Penguin (1991). ISBN 0-14-044565-X
- ↑ McClure & Collins 1994:  Bede.szerk.: McClure, Judith and Collins, Roger: The Ecclesiastical History of the English People. Oxford: Oxford University Press (1994). ISBN 0-19-283866-0
- ↑ Bede 1943:  Bede.szerk.: Jones, C. W.: Bedae Opera de Temporibus. Cambridge, MA: Mediaeval Academy of America (1943)
- ↑ Wallis 2004:  Bede.szerk.: Wallis, Faith (ford.): Bede: The Reckoning of Time. Liverpool: Liverpool University Press (2004). ISBN 0-85323-693-3
- ↑ Swanton 1998:  Swanton, Michael James (ford.). The Anglo-Saxon Chronicle. New York: Routledge (1998). ISBN 0-415-92129-5

### Másodlagos források
- ↑ Abels 1983:  Abels, Richard (1983). „The Council of Whitby: A Study in Early Anglo-Saxon Politics”. Journal of British Studies 23 (1), 1–25. o. DOI:10.1086/385808.
- ↑ Behr 2000:  Behr, Charlotte (2000). „The Origins of Kingship in Early Medieval Kent”. Early Medieval Europe 9 (1), 25–52. o. DOI:10.1111/1468-0254.00058.
- ↑ Blair 1990:  Blair, Peter Hunter. The World of Bede, Reprint of 1970, Cambridge: Cambridge University Press (1990). ISBN 0-521-39819-3
- ↑ Brooks 2006:  Brooks, Nicholas.szerk.: Howe, Nicholas; Karkov, Catherine: From British to English Christianity: Deconstructing Bede's Interpretation of the Conversion, Conversion and Colonization in Anglo-Saxon England. Tempe, AZ: Arizona Center for Medieval and Renaissance Studies, 1–30. o. (2006). ISBN 0-86698-363-5
- ↑ Brown 1987:  Brown, George Hardin. Bede, the Venerable. Boston: Twayne (1987). ISBN 0-8057-6940-4
- ↑ Brown 1999:  Brown, George Hardin (1999). „Royal and Ecclesiastical rivalries in Bede's History”. Renascence 51 (1), 19–33. o.
- ↑ Campbell 2004:  Campbell, J.. Bede (673/4–735), Oxford Dictionary of National Biography (fee required), revised May 2008, Oxford University Press (2004)
- ↑ Cannon 1997:  Cannon, John, Ralph Griffiths. The Oxford Illustrated History of the British Monarchy. Oxford University Press (1997). ISBN 0-19-822786-8
- ↑ Chadwick 1995:  Chadwick, Henry.szerk.: Lapidge, Michael: Theodore, the English Church, and the Monothelete Controversy, Archbishop Theodore. Cambridge, UK: Cambridge University Press, 88–95. o. (1995). ISBN 0-521-48077-9
- ↑ Farmer 1978:  Farmer, David Hugh. The Oxford Dictionary of Saints. Oxford, UK: Oxford University Press (1978). ISBN 0-19282-038-9
- ↑ Goffart 1988:  Goffart, Walter A.. The Narrators of Barbarian History (A. D. 550–800): Jordanes, Gregory of Tours, Bede, and Paul the Deacon. Princeton, N.J.: Princeton University Press (1988). ISBN 0-691-05514-9
- ↑ Higham 2006:  Higham, N. J. (Re-)Reading Bede: The Historia Ecclesiastica in Context. Routledge (2006). ISBN 978-0415353687
- ↑ McCready 1994:  McCready, William D. Miracles and the Venerable Bede: Studies and Texts, Pontifical Institute of Mediaeval Studies #118. Toronto: Pontifical Institute of Mediaeval Studies (1994). ISBN 0-88844-118-5
- ↑ Mayr-Harting 1991:  Mayr-Harting, Henry. The Coming of Christianity to Anglo-Saxon England. University Park, PA: Pennsylvania State University Press (1991). ISBN 0-271-00769-9
- ↑ Meyvaert 1996:  Meyvaert, Paul (1996). „Bede, Cassiodorus, and the Codex Amiatinus”. Speculum 71 (4), 827–883. o, Kiadó: Medieval Academy of America. DOI:10.2307/2865722.
- ↑ Opland 1980:  Opland, Jeff. Anglo-Saxon Oral Poetry: A Study of the Traditions. New Haven and London: Yale U.P. (1980). ISBN 0-300-02426-6
- ↑ Ray 2001:  Ray, Roger.szerk.: Lapidge, Michael, et al.: Bede, Blackwell Encyclopedia of Anglo-Saxon England. Malden, MA: Blackwell, 57–59. o. (2001). ISBN 978-0-631-22492-1
- ↑ Thacker 1998:  Thacker, Alan (1998). „Memorializing Gregory the Great: The Origin and Transmission of a Papal Cult in the 7th and early 8th centuries”. Early Medieval Europe 7 (1), 59–84. o. DOI:10.1111/1468-0254.00018.
- ↑ Tyler 2007:  Tyler, Damian (2007. April). „Reluctant Kings and Christian Conversion in Seventh-Century England”. The Journal of the Historical Association 92 (306), 144–161. o. DOI:10.1111/j.1468-229X.2007.00389.x.
- ↑ Ward 2001:  Ward, Benedicta.szerk.: Evans, G. R.: Bede the Theologian, The Medieval Theologians: An Introduction to Theology in the Medieval Period. Malden, MA: Blackwell Publishing, 57–64. o. (2001). ISBN 978-0-631-21203-4
- ↑ Ward 1990:  Ward, Benedicta. The Venerable Bede. Harrisburg, PA: Morehouse Publishing (1990). ISBN 0-8192-1494-9
- ↑ Wright 2008:  Wright, J. Robert. A Companion to Bede: A Reader's Commentary on The Ecclesiastical History of the English People. Grand Rapids, MI: Eerdmans (2008). ISBN 978-0-8028-6309-6
- ↑ VIL:  Világirodalmi lexikon I. (A–Cal). Főszerk. Király István. Budapest: Akadémiai. 1970.   780. o.

- ↑ Simon Cox:  Simon Cox, 2004: Az angyalok és démonok titkai. GABO Könyvkiadó, Budapest, 2005. ISBN 963 7318 53 4, 165 old.
- ↑ Newadvent.org Venerable:  The Venerable Bede.  Catholic Encyclopedia,  (????)
- ↑ Nabkal.de XV:  Caput XV: De mensibus Anglorum. In  Beda Venerabilis: De Temporum Ratione. (hely nélkül): Nabkal.de. arch Hozzáférés: 2010. december 12.
- ↑ Cramp:  Cramp, Rosemary. 1999. Monkwearmouth (or Wearmouth and Jarrow). In The Blackwell Encyclopedia of Anglo-Saxon England, eds. John Blair et al. Oxford: Blackwell Publishers Ltd.
- ↑ Holder 1994:  Holder (trans.), Bede: On the Tabernacle, (Liverpool: Liverpool Univ. Pr., 1994)
- ↑ Stpaulschurchjarrow.com Jarrow:  The Jarrow Lecture
- ↑ Lapidge Gildas:  M. Lapidge & D.N. Dumville (ed.), Gildas. New Approaches (Woodbridge, 1984)
- ↑ Keynes Nothhelm:  Keynes, Simon. Nothhelm, The Blackwell Encyclopaedia of Anglo-Saxon England. Malden, MA: Blackwell Publishing, 335–336. o. (2001). ISBN 978-0-631-22492-1

## Magyarul megjelent művei
- A Hat Nap és a Hat Világkorszak In: Sík Sándor: Himnuszok könyve, Szent István Társulat, Budapest, 1943, 189–191. o.
- A tiszteletre méltó Béda zsoltára a Mindenek Urához In: Babits Mihály: Amor Sanctus – A középkor latin himnuszai, Magyar Szemle Társaság, Budapest, 1933, 78–80. o.

## Fordítás
- Ez a szócikk részben vagy egészben a Bede című angol Wikipédia-szócikk ezen változatának fordításán alapul.  Az eredeti cikk szerkesztőit annak laptörténete sorolja fel. Ez a jelzés csupán a megfogalmazás eredetét és a szerzői jogokat jelzi, nem szolgál a cikkben szereplő információk forrásmegjelöléseként.